# 북두의 권

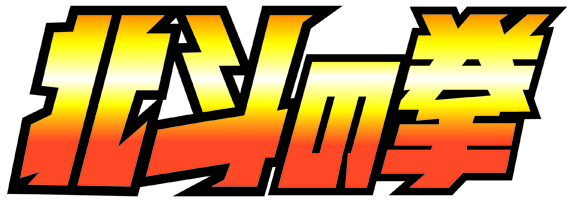

《북두의 권》(일본어: 北斗の拳 호쿠토노 켄[*])은 일본의 만화이다. 부론손(武論尊)의 원작으로 하라 데쓰오(原哲夫)가 그렸으며, 슈에이샤(集英社)의 《소년 점프》에 1983년부터 1988년까지에 걸쳐 연재되었다. 점프 전성기를 대표하는 작품 중의 하나로서, 단행본 총 27권과 함께 애니메이션으로도 제작되었다. 2001년부터는 하라의 작품으로서 (부론 손은 감수 역할) 본작의 과거사를 그리는 《창천의 권》이 연재되고 있다.
핵전쟁으로 멸망한 후의 세계를 배경으로 하고 있으며, 손가락을 통해 비공을 찌르는 권법인 북두신권을 사용하는 주인공의 권선징악적 구도를 가지는 이야기이다. "너는 이미 죽어 있다 (일본어: お前はもう死んでいる 오마에와모우신데이루[*])" 등의 명대사들이 여기서 나왔다. 대한민국에 수출된 이후 대한민국에서는 북두의 권이라는 작품 자체의 이름이 《북두신권》(北斗神拳)으로도 잘 알려져 있으나 북두신권은 작품에 등장하는 권법 중 하나이다.
북두의 권 자체는 중국의 삼국시대에 처음 만들어진 암살 권법으로서 중국의 삼국시대 당시 적벽대전 이후 삼국이 정립되면서 각 군주들을 수호하기 위해 만들어졌으며 이러한 목적으로 각 국가에 파견되었다. 북두의 종가인 북두신권은 중립을 지켰지만 북두 유가권은 유비(劉備), 북두 조가권은 조조(曹操), 북두 손가권은 손권(孫權)을 수호하기 위해 만들어졌다. 원래는 북두 종가에서는 원소(袁紹)도 수호하기 위해 북두 원가권(北斗袁家拳)이라는 이름으로 파견이 예정되었으나 원소가 자신의 세력을 구축하지 못하고 사망하는 바람에 북두 원가권은 만들어지지 못했다.

## 내용의 흐름
1부에서는 주인공 켄시로가 유리아를 잃은 슬픔과 폭력을 사용할 수밖에 없는 세상에 대한 분노로 점점 강해지며 무적의 북두신권을 통해 악과 싸우고, 공포와 패업을 통해 천하를 쥐고자 한 사형인 라오우와 싸우는 것을 내용으로 하였다.
그러나 2부에서는 악역으로 등장한 라오우의 인기가 켄시로를 웃돌게 되자, 글을 담당한 북두의 권의 작가 부론손은 오히려 라오우가 해야 할 과업을 켄시로가 라오우의 영혼에 이끌려 라오우가 가고자 했던 수라국을 평정하는 이야기를 담고 있다.

## 등장인물

### 북두신권(北斗神拳)
북두신권(일본어: 北斗神拳 호쿠토신켄[*])은 중국으로부터 전래된 2000년의 역사를 가진 암살권(暗殺拳)으로, 인체의 경락(經絡)에 위치한 급소를 찔러내어 적을 폭살(爆殺)시키는 암살법뿐만이 아니라 종종 치료를 위해서 쓰여지기도 한다. 이전 시대를 다룬 작품인 창천의 권에서는 북두신권에 일부 영향을 끼친 서두월권이 등장하기도 한다.
북두신권은 비밀 전승 형태로 단 한 명만 이어받을 수 있는데 북두 4형제의 맏이인 라오우는 이를 어기고 권왕이 되기 위해 북두신권으로 세력을 모았다가 파문당했으며 둘째인 토키는 4형제 중 실력만큼은 가장 뛰어났으나 켄시로와 유리아를 살리기 위해 그 둘을 방공호에 밀어넣고 혼자 방사능 낙진을 뒤집어쓰는 바람에 몸이 병약해져서 스스로 전승자 자격을 포기했다. 셋째인 쟈기는 노력보다 꼼수에 의존해서 강해지려고 하는 비뚤어진 인간성 때문에 파문당했으며 이후 켄시로가 유일한 전승자가 되자, 그를 사칭하며 수많은 악행을 일삼았다.
- 켄시로(일본어: 拳志郞, 1978년 11월 15일 ~ )

전투 등급: AAA (완력4, 민첩5, 기술5, 미모5, 카리스마5)
북두신권의 제64대 전승자. 북두신권의 제62대 전승자인 카스미 켄시로의 차남이다. 북두 4형제의 막내. 신장 185cm, 체중 100kg. 후계자가 없는 류켄에게 북두신권에 후계자가 없으면 북두유가권에서 후계자를 배출한다는 원칙에 따라 쥬케이가 보낸 3명중 막내로 류켄에게 입양되어 류켄의 양자가 되었다. 62대 전승자인 카스미 켄시로와 동일한 점이 있어서 그의 이름을 물려받았다. 실력은 오히려 라오우나 토키쪽이 켄시로보다 뛰어나다는 평가가 있으나 토키는 켄시로와 유리아를 살리기 위해 혼자서 방사능에 피폭되어 전승자의 자격을 포기하였고 라오우는 '비밀 전승'의 북두신권의 원칙을 무시하여 옛 전승자이자 스승인 류켄으로부터 파문당해 켄시로가 전승자가 되었다. 말이 거의 없고 무뚝뚝하며 세력을 모으기 싫어하여 거의 혼자 행동한다. 무상의 진정한 슬픔을 깨달아 북두역사상 아무도 익히지 못했던 '무상전생'을 터득하고 같이 무상전생을 터득한 라오우와 격돌, 라오우를 이기게 된다. 이후, 라오우가 해야할 일을 이루기 위해 수라국(그 당시 세계관상의 수라국은 현실상의 '중국'에 해당된다고도 한다.)으로 떠난다. 켄시로는 유리아와의 사랑을 영원히 간직하였으므로 유리아가 죽고 나서는 다른 여자들과 접촉을 하지 않았고 그 때문에 슬하에 자식이 없었다. 수라국을 평정한 뒤에는 라오우의 아들 류를 전승자로 정한다.
- 라오(羅王, 1969년 ~ 2000년)

전투 등급: AAA (완력5, 민첩4, 기술5, 미모3, 카리스마5)
북두 4형제의 맏이. 신장 210cm, 체중 145kg. 북두신권 역사상 최강자라는 평가를 받았고 괴력의 소유자이며(그가 어렸을 때 이미 한 손에 토키를 들고 다른 손으로만 절벽을 탄 일화는 아주 유명하다.) 외공 이상으로 내공도 뛰어나 '천장분열'(일본어: 天将奔烈 덴쇼혼레쓰[*])과 같은 자신만의 오의를 창안하여 이를 북두신권의 초식에 추가시키는 업적을 쌓았지만 비밀 전승의 원칙을 무시하고 북두신권을 이용해서 세력을 모으려 했기 때문에 류켄에게 파문당했다. 그는 파문당한 뒤, 의붓아버지이자 스승인 류켄을 죽이고 패업을 이루어 권왕이 된다. 권왕이 되면서 사우더를 이겼지만 그를 죽이는 데에는 실패한다. 최후에 켄시로와의 격전에서 켄시로와 라오우가 동시에 무상전생을 시전하였으나 간발의 차이로 패배하여 자결한다. 이로 인해 켄시로가 라오우를 대신하여 수라국으로 가게 된다. 북두의 권 25주년 기념작인 북두의 권 하늘의 패왕에서는 켄시로가 아닌 라오우가 주인공이다.
- 토키(1972년 ~ 2000년)

전투 등급: AAA (완력4, 민첩5, 기술5, 미모4, 카리스마4)
북두 4형제 중 둘째. 신장 188cm, 체중 95kg. 북두신권 역사상 최고의 천재라는 평가를 받으며 그 라오우조차 인정한 권법가. 북두신권을 익혔던 적이 있는 모든 사람들 중에 유일하게 공중에 뜬 채로 북두백열권을 시전할 수 있는 재능을 지녔다. 그게 오직 토키 혼자만 가능하다는 '천상백열권'(일본어: 天翔百裂拳 덴쇼햐쿠레쓰켄[*])이다. 그 엄청난 실력의 보유자임에도 불구하고 핵전쟁 때, 켄시로와 유리아를 살리기 위해 유개 대피호에 그들을 밀어넣고 혼자서 방사능 피폭으로 인한 장애를 얻게 되어 결국 전승자의 자격을 포기했다. 이 때 토키가 피폭당해 노출된 방사능은 대략 5시버트 정도 되었다. 성격이 상당히 다정한 편이어서 얼마 남지 않은 수명을 암살권인 북두신권의 지식을 거쳐 사람들을 치료하는 데 써오다가 죽는다. 실제로 토키는 통찰력까지 매우 뛰어났기 때문에 라오우가 어떠한 방법으로도 알아내지 못했던 사우더의 약점(심장이 오른쪽에 박혀 있다는 것.)을 사우더의 얼굴 한 번 본 것으로 간파해내기도 했다. 라오우의 친동생.
- 쟈기(1976년 ~ 2000년)

전투 등급: C (완력3, 민첩3, 기술3, 미모0, 카리스마2)
북두 4형제 중 셋째. 권모술수에 뛰어났던 그는 전승자를 정하는 최종 단계까지 살아남았으나 북두종가의 혈통을 이어받지 않은 일반인인 데다가 우직하지 못하고 계속 꼼수를 부리려는 성격 때문에 실력은 형편없었고 켄시로가 전승자로 결정되자, 의동생 켄시로를 이를 갈며 증오하여 켄시로의 절친한 친구였던 신을 '유리아'라는 매개체를 이용하여 꼬득여서 켄시로와 신의 사이를 이간질했다. 나중에 켄시로와의 대결에서 신을 꼬득인 사실이 드러나자, 분노한 켄시로에 의해 가장 비참하게 죽어간다. 애초에 갖은 꼼수(독침, 샷건, 휘발유 등)로 발악하는 쟈기는 우직하게 북두신권 외길 인생으로 일관한 켄시로를 절대 이길 수가 없었다.
- 류켄(龍拳, 1935년 ~ 2000년)

전투 등급: AAA (완력4, 민첩5, 기술5, 미모3, 카리스마4)
북두신권의 제63대 전승자. 본명은 카스미 라몬. 카스미 켄시로의 친동생인 그는 늙어서도 결혼을 하지 않은 탓에 슬하에 자식이 없어 라오우, 토키, 쟈기, 켄시로를 의붓아들 겸 제자로 받아 북두신권을 가르쳤다. 혈통을 중시한 쥬케이과는 달리, 실력을 중시하여 켄시로를 전승자를 정했다. 비밀 전승의 원칙에 따라 다른 북두 4형제들의 무술을 봉인하려다 도리어 라오우에게 살해당한다. 실력은 되려 라오우보다 한 수 위였으나 싸우던 도중 갑자기 지병이 도져 전투불능 상태가 되었고 이 상태로 인해 라오우에게 당했다.
- 류(2000년 ~ )

북두신권의 제 65대 전승자. 라오우의 친아들. 그의 어머니가 누구인지에 대해서는 의견이 분분하다.

### 북두류권(北斗琉拳)
북두류권(일본어: 北斗琉拳)은 북두종가에서 수라국에 남아있던 분파를 일컫는다. 북두류권은 북두3권의 하나인 북두유가권(北斗劉家拳 - 劉備)의 별칭이다. 나머지 북두3권은 북두조가권(北斗曹家拳 - 曹操)과 북두손가권(北斗孫家拳 - 孫權)이 있다.
본디 북두3권은 그 원류가 삼국지의 배경이 되는 중국의 삼국시대에서 비롯된다. 북두3권은 훗날 중국의 지도자가 될 사람을 경호하기 위한 권법을 개발하여 각각 유비, 조조. 손권에게 파견했다고 전해지며 유비에게 파견된 권법가는 북두유가권(=북두류권), 조조에게 파견된 권법가는 북두조가권, 손권에게 파견된 권법가는 북두손가권으로 전승되었다. 또한 북두신권 종가에서 그 대가 단절되면 북두류가권에서 후사를 양자로 입적시키는 규칙이 존재했는데 후사가 없는 류켄에게 후사를 이어주기 위해서 북두류권 측에서는 라오우, 토키, 켄시로를 내줘 그들 중 후사로 삼도록 조치했다. 이에 류켄은 이 3명을 자신의 양자로 입적시킨 뒤 일반인 중에서 북두신권 전승자격을 묻는 최종 관문까지 도달한 단 한 명인 쟈기까지 총 4명이 북두신권 전승자가 되기 위한 최종 자격을 묻는 시험을 치르도록 했다. 결과는 켄시로가 전승자 자격을 취득했다.
- 카이오(1969년 ~ 2005년)

전투 등급: AAA (완력5, 민첩4, 기술5, 미모3, 카리스마5)
라오우와 토키의 형(라오우와는 쌍둥이이다.)으로서, 제 1나장이다. 신장 210cm, 체중 145kg(라오우와 일란성 쌍둥이 이므로 체격도 라오우와 동일하다.)무상전생을 시도한 켄시로를 이길 정도로 그 실력이 뛰어났다. 어렸을 때 북두가문의 서자라는 이유만으로 적자인 효우에게 패배하는 약속 대련을 강요받는 등 아주 불우한 유년기를 보냈다. 어린 시절 어머니가 효우와 켄시로 형제를 살리고, 죽어서 북두종가에 대한 엄청난 증오심을 키우게 된다. 지옥의 열탕에서 켄시로와 대결을 벌였고, 북두종가의 권을 사용해서 싸웠으나 봉인을 푼 켄시로에게 패배한 뒤, 만신창이가 된 효우와 재회하여 화해하고 용암에 몸을 맡겨 최후를 맞는다. 라오우의 흑왕호와 비슷한 백왕호를 타고다닌다.
- 효우(1969년 ~ 2005년)

전투 등급: AA (완력4, 민첩5, 기술5, 미모4, 카리스마4)
켄시로의 친형으로 제2 나장이다. 신장 185cm, 체중 100kg. 북두신권의 제62대 전승자인 카스미 켄시로의 장남이다. 북두종가의 혈통을 이어받았음에도 불구하고 실력은 카이오, 라오우, 켄시로, 토키 등에 비해 형편없었다. 그가 이 정도로 함량미달이었기에 카이오는 눈물을 머금고 제대로 된 대결이 아닌 고의로 패배해주는 약속대련을 강요받아야만 했다. 효우는 이것에 죄책감을 느끼고 있었기에 카이오가 수라국을 세울때 카이오의 동료가 된다. 카이오의 동생인 사야카와 사랑하는 사이였으나 카이오가 사야카를 살해하고 켄시로의 짓으로 누명을 씌워서 잠시 마신이 되기도 했으나, 켄시로와의 대결중 샤아카에 대한 극한의 슬픔으로 투신의 형상을 띠게 된다. 사환백을 맞은 린을 구하기 위해 흑야차와 같이 수라 300명과 싸우게 되고, 끝내 카이오에게 사과하며 죽는다. 생긴것과는 다르게 라오우, 카이오 등과 나이가 동일하다.
- 한

전투 등급: AA (완력4, 민첩5, 기술4, 미모5, 카리스마4)
북두류권을 어떻게 익혔는지는 알 수 없으나 카이오의 동료로서 제 3나장이다. 일반인이지만 천부적 재능과 엄청난 노력으로 효우와 어깨를 나란히 할 수준의 강자로 성장했다. 켄시로와 격돌하여 북두류권을 사용하지만 켄시로의 천장분열을 맞은 뒤 패배한다. 북두의 권의 세계관에 등장하는 모든 인물 중 동작이 가장 빠르며 눈에 보이지 않을 정도로 빠르게 움직이기 때문에 질풍의 권법이라고도 불린다. 굉장한 미남에 성격도 상당히 좋은 편에 속한 인물로 수라국에서는 보기 드문 인격자이다. 시녀가 자신을 죽이기 위해 술에 독을 탔다는 사실을 적발했음에도 "다시 가져와라"로 일축한 뒤 그 시녀에게 아무 처벌도 내리지 않았으며 최후에 켄시로에게 패해 죽게 되었을 때도 켄시로에게 "돌아가라, 그렇지 않으면 네 숙명에 미쳐버리고 말 것이다."라고 말하면서 자신의 적인 켄시로를 걱정하며 죽어갔다.
- 쥬케이

전투 등급: AA (완력4, 민첩4, 기술5, 미모3, 카리스마3)
북두의 일파인 북두류권의 계승자. 그러나 실력보다는 혈통을 중시하여 카이오와 효우의 대결을 진짜대결이 아닌 약속대련으로 바꿨고 라오우와 토키의 목숨을 담보로 카이오에게 패배를 강요했다. 이로 인해 카이오가 비뚤어져 결국 수라국을 세우게 만든다. 수라국이 세워진 이후 어떻게든 카이오를막아보기 위해샤치에게도 북두류권을 전승시켜 준다. 라오우가 아닌 켄시로가 대신 수라국으로 넘어오게 되자, 켄시로의 봉인을 풀어야한다고 생각하고, 효우 몸속에 있는 봉인의 열쇠를 알아내기 위해 싸운다. 효우의 기억을 되살리는듯 했으나, 카이오가 찔러둔 복원파공 때문에 실패하고 살해당한다.
- 샤치

전투 등급: A (완력3, 민첩4, 기술4, 미모4, 카리스마3)
해적 선장 붉은 상어의 아들로 수라국이 건국되고, 붉은 상어와 함께 수라국을 침공하지만 홀로 섬에 남겨진다. 거기서 레이아를 만나 함께 살다가 수라에게 살해당할 위기에 처한 레이아를 구하기 위해 수라를 죽이게 되고, 그때 나타난 쥬케이의 제자가 된다. 레이아를 위해 일부러 사악해진 척을 하며 '나찰'이라 칭하면서 쥬케이에게 배운 북두류권을 이용하여 수라를 사냥하며 다닌다. 린을 미끼로 켄시로를 이용하려고 했으나, 린의 마음에 마음이 바뀌어 켄시로의 동료가 된다. 켄시로의 동료가 된 이후 카이오에 의해 중상을 입은 켄시로를 구하기 위해 애꾸눈이 된다. 켄시로와 효우를 싸움을 말린뒤, 태성전에 먼저 가서 북두신권의 비기를 찾던중 카이오에게 살해당한다.
- 흑야차

전투 등급: AA (완력3, 민첩5, 기술5, 미모1, 카리스마3)
북두 종가를 모시는 종사. 켄시로가 수라국으로 올 때까지 기다리고 있다가 켄시로가 수라국에 오자 켄시로와 효우를 화해시켜 같이 카이오와 맞섰다. 이 과정에서 효우의 폭주를 막기 위해 나서다가 효우에게 팔 하나를 잃었다. 하지만 이후 효우와 함께 수라 300명과 맞서 싸우면서 수십명의 수라를 사살하지만 결국 전사한다.

### 남두성권(南斗聖拳)
남두성권(일본어: 南斗聖拳)은 북두신권과 함께 하늘의 절반을 나누는 권법으로 권법의 강도를 극대화하기 위해 다른 문파의 권법들을 받아들이고 유능한 문하생을 받기 위해 공개전승의 형태를 택했으므로 비밀 전승인 북두신권과 다르게 일반인들도 습득할 수 있었다. 이 때문에 권법뿐만이 아니라 다양한 능력을 가진 사람들이 스스로 남두성권의 일부임을 칭하는 경우도 있었다. (예를 들어 신의 부하인 더 리어의 강령술은 남두암종권, 가렛키의 인해전술 공격은 '남두인간포탄'으로 자칭되었다.) 그 때문에 남두성권의 유파는 총 108파로 나뉘게 되었는데, 그 중에서 가장 강한 남두의 여섯 유파인 '남두육성'(南斗六星)이 존재하며 이들은 자모성 유리아와 같은 위치인 장군에 해당된다. 그 중에서도 남두봉황권(南斗鳳凰拳)은 남두육성 중 가장 강하며 그 남두육성 중에서 리더에 해당되어 나머지 107파를 지휘하는 총사령관에 해당된다. 이에 따라 나머지 107파는 남두봉황권에게 자신들이 갈고 닦은 무술의 비전서를 헌납하며 남두봉황권은 이렇게 헌납받은 남두107파의 무술들을 전부 익히고 그 문파들의 기술들과 자신의 고유 기술을 섞은 기술을 만들어 사용한다. 그렇기 때문에 남두성권에서 남두봉황권 혼자만 독보적으로 강하며 남두봉황권만 유일한 일자전승이다. 이에 따라 다른 남두성권으로는 남두봉황권을 이길 수 없다. 또한 자모성 유리아를 지키기 위해 선택된 다섯 유파인 '남두오차성'(南斗五車星)은 남두의 장군 중 사우더와 더불어 최상위에 해당되는 유리아를 호위하기 위해 존재한다.
쉽게 말하자면 남두육성 중에서 남두성권의 모든 기술을 다 배우는 유파는 남두봉황권 하나밖에 없으며 나머지 문파는 자신에게 주어진 기술만 배우는데 다른 남두성권이 손날로 베고 찌르는, 손을 검처럼 사용하는 것과는 달리 남두백로권은 특이하게 발차기 위주의 기술들로 구성되어 있다. 물론 이 영향으로 남두성권에서 남두봉황권만 유일하게 발차기로 검처럼 베고 찌르는 기술을 사용한다.

#### 남두육성(南斗六星)
- 사우더(1970년 ~ 2000년)

전투 등급: AA (완력4, 민첩5, 기술5, 미모4, 카리스마5)
남두 최강의 당주로 남두육성 극성(極星) 또는 독재의 별로 불리는 '장성'(将星 쇼세이[*])의 남자이다. 남두 108파 권법의 정점인 남두봉황권(南斗鳳凰拳 난토호오켄[*] - 봉황)을 사용한다. 특이하게도 남두성권중 유일하게 일자상전의 권법이다. 그가 사용하는 남두봉황권은 다른 남두성권을 섞은 권법들과 남두봉황권에만 존재하는 권법들이 공존한다. 따라서 남두성권 중 가장 필살기가 많다. 사우더 본인은 작품에 등장하는 권법가들 중 도약 능력이 가장 뛰어났다. 그의 신체 구조는 특이하여 (작품 설정 상) 100,000명 중 한 명 꼴로밖 없는 '심장이 오른쪽 가슴에 박혀있는 사람'이다. 그래서 급소가 반대로 되어있어서 북두신권이 통하지 않았다. 이 덕분에 라오우와 겨뤄서 패배하고도 목숨을 부지했다. 사우더는 이러한 자신의 신체구조로 다른 권법가들을 견제하면서 성제십자릉을 세웠는데 어린이들이 어른들에 비해 반항심이 적다는 것을 이용하여 노동자들을 일부러 어린이들로 활용하는 용의주도함을 보인다. 하지만 사우더는 켄시로와의 대결에서 급소가 반대로 되어있다는 것이 켄시로에게 간파당하여 켄시로는 급소를 거꾸로 찔러 사우더를 죽이게 된다. 작중에서 스승 오우가이에게서 남두봉황권을 계승받았다가, 존경하는 스승의 죽음으로 인하여 독재의 길을 선택하는 슬픈 이미지가 조명되기도 했다.
- 슈우

전투 등급: A (완력3, 민첩4, 기술4, 미모3, 카리스마4)
남두육성 중 인성(仁星 닌세이[*])의 남자로 시바의 아버지이다. 남두백로권(南斗白鷺拳 난토하쿠로켄[*] - 백로)을 사용한다. 켄시로의 목숨을 담보로 한 남두성권과 북두신권의 대결에서 켄시로를 구하는 대신 스스로 시력을 잃었다. 사우더가 성제십자릉을 만들면서 아이들을 가혹하게 대하자, 이를 저지하려 저항군을 이끌었다. 그러나 아이들이 인질로 잡히는 바람에 스스로 성제십자릉을 완성하며 죽어갔다. 라오우, 토키, 켄시로도 감명을 받아 그를 훌륭한 인물로 평가했다. 선하면서 말로가 비참한 비운의 사나이다.
- 레이

전투 등급: A (완력3, 민첩4, 기술4, 미모4, 카리스마4)
남두육성 중 타인을 위해 죽고 타인을 위해 산다는 의성(義星 기세이[*])의 남자로 남두에서 가장 아름다운 권법 중 하나라는 남두수조권(南斗水鳥拳 난토스이초켄[*] - 갈매기)을 사용한다. 여동생 아이리를 이빨 족장으로부터 구출하려고 할 때 켄시로의 도움을 받아 그것이 인연이 되어 켄시로와 절친한 친구가 된다. 켄시로가 아미바를 토키로 착각하고 공격을 못하고 있을 때 아미바가 가짜라는 것을 알려줘서 켄시로가 안심하고 아미바를 쓰러뜨릴 수 있게 도와주기도 했다. 권왕 부대의 횡포로부터 마을사람들을 구해내지만 이때 나타난 라오우와의 싸움에서 '신혈수'(新血愁)라는 급소를 찔려 3일안에 죽는 몸이 된다. 토키가 찔러준 비공 덕분에 며칠의 시간을 번 레이는 극심한 고통 속에서도 마미야의 원수를 갚아주기 위해 동문이자 같은 남두육성인 유다를 쓰러뜨리고 그 자신도 죽었다.
- 신(1979년 ~ 2000년)

전투 등급: A (완력3, 민첩4, 기술4, 미모4, 카리스마4)
남두육성 중 사랑을 위해 목숨을 바친다는 순성(殉星 준세이[*])의 남자로 남두고취권(南斗孤鷲拳 난토코슈켄[*] - 독수리)을 사용한다. 신장 183cm, 체중 105kg. 원래는 켄시로의 친구였으나 유리아와의 관계와 쟈기의 이간질로 켄시로를 덮쳐 그의 가슴에 북두칠성 모양의 상처를 남기고 유리아를 납치한다. 그로부터 1년 뒤, 유리아를 노리는 라오우로부터 유리아를 숨기기 위해서 자신이 유리아를 죽음에 이르게 했다는 오명을 뒤집어 쓰고 켄시로의 공격을 받아 죽는다. 신은 라오우 못지 않은 괴력을 지니고 있었는데 그는 다이아몬드를 맨손으로 부수어 버리기도 했다.
- 유다

전투 등급: B (완력3, 민첩4, 기술4, 미모5, 카리스마3)
남두육성 중 미와 지략을 상징하는 '배신'의 요성(妖星 요세이[*])의 남자이다. 남두홍학권(南斗紅鶴拳 난토코가쿠켄[*] - 홍학)을 사용한다. 외전판인 창흑의 아랑 레이 외전에서는 남두수조권을 계승하려는 아미바를 도와 레이를 해치려 했으며, 다른 외전인 하늘의 패왕에서는 사우더의 참모였으나, 나중에는 남두성권에 몸담고 있으면서도 불구하고 남두성권을 배신하고 라오우의 부하로 들어간다. 아름다움을 최고의 미덕으로 삼아 미녀들을 납치하여 자신만의 낙인을 찍어놓고 상처가 생기면 들에 버렸는데 마미야가 대표적인 희생자였다. 그러나 레이가 유다를 쓰러뜨리며 이 원수를 갚았다.
- 유리아(1972년 ~ 2002년)

전투 등급: 등급외 (완력0, 민첩0, 기술0, 미모5, 카리스마5)
'남두최후의 장(將)'으로 남두오차성(南斗五車星)을 거느리는 남두육성 중 자모성(慈母星 지보세이[*])의 여자이다. 작중 세계관에서 최고의 미인으로 알려졌다. 키 173cm. 켄시로의 연인으로 처녀 시절 여러 권법가들의 구애를 독차지했다. 특히 쥬더와 아주 깊은 연인으로 발전했으나 근친(이복남매)이라는 이유로 이루어지지 못했다. 신에게 납치 당하던 이후, 곧바로 토키와 같이 죽음의 병을 무릅쓰며, 켄시로와 라오우의 최종결전 직전에는 여명 수개월과 기허도 없었으나 라오우가 유리아의 비공을 찌르고 가사상태가 되어 병상을 정지시키는 효과로 여명을 수년까지 연명시켰다. 여생을 보내는 안주(安住)의 땅을 구하며 켄시로와 최후의 여행을 보내지만, 내친 걸음에서 원두황권의 쇼키에게 제공받았던 숨은 집에서 켄시로와 여생을 보냈다. 남두육성 중에서 유일하게 권법이 없다.

#### 남두오차성(南斗五車星)
- 후도

전투 등급: A (완력5, 민첩2, 기술3, 미모2, 카리스마4)
남두오차성(南斗五車星)중 하나로 '산'(山)을 상징한다. 거구(巨軀)이며 한때 잔인함으로 악명을 떨쳐 라오우를 공포에 떨게 했다고 한다. 후일 유리아에 의해 감화되어 고아들을 양자로 기르며 살아가다, 라오우와의 대결에서 죽는다. 남두오차성 중에 라오우와 박빙 이상의 승부를 기록한 장본인은 후도와 쥬더뿐이며 나머지 남두오차성은 라오우에게 일방적으로 밀렸다.
- 리하쿠

전투 등급: D (완력3, 민첩2, 기술2, 미모2, 카리스마4)
남두오차성(南斗五車星)의 리더로 '바다'(海)를 상징한다. 오차파쇄권(五車波碎拳)을 사용하며 과거 1만 군사를 종횡으로 다루던 천재 군사로 남두오차성중 유일하게 라오우로부터 살아남는다. 바트와 린이 북두군을 이끌때 조언자로서 도와준다.
- 슈렌

전투 등급: B (완력3, 민첩3, 기술4, 미모3, 카리스마3)
남두오차성(南斗五車星)의 일원으로 '불'(炎)을 상징한다. 오차염정권(五車炎情拳)을 사용하며 주(朱)의 군단을 이끈다. 손에 인을 발라놔서 불을 마음대로 다루는게 가능하다. 휴이와는 형제 관계로 권왕(라오우)을 쓰러트리기위해 싸우지만 그 불꽃은 라오우의 몸에 흠집조차 내지 못하고 죽는다.
- 휴이

전투 등급: C (완력2, 민첩4, 기술3, 미모3, 카리스마3)
남두오차성(南斗五車星)의 일원으로 '바람'(風)을 상징한다. 오차풍렬권(五車風烈券)을 사용하며 바람의여단을 이끈다. 슈렌의 동생으로 권왕(라오우)을 끌어내어 그 힘을 확인하기 위해 권왕침공대를 공격하며 선발대의 역할을 한 뒤 권왕에게 최후를 맞이한다.
- 쥬더(1969년 ~ 2000년)

전투 등급: A (완력3, 민첩5, 기술5, 미모5, 카리스마4)
남두오차성(南斗五車星)중 중 하나로 '구름'(雲)을 상징한다. 뛰어난 재능으로 자기가 직접 창안하여 만든 권법을 쓰며 작중 '누구도 읽지못하며 누구도 따라하지 못한다.'라고 스스로 쥬더 스스로 말하였다. 유리아의 이복 오빠로 작중에서 인물 또한 구름처럼 자유분방하게 그려진다. 자신이 유리아와 혈족 관계였기에 유리아와의 사랑이 좌절된 슬픔으로 인하여 남두오차성의 의무를 저버리고 자기 마음대로 행동하지만 남두오차성의 수장 유리아가 그에게 스스로 얼굴을 드러내자 라오우와 겨루기로 결심한다. 그 재능은 천부적이어서 토키나 라오우조차 감당하기 버거웠다고 한다. 라오우는 쥬더와 아주 절친한 친구였기에 쥬더에게 일부러 비공 해아문천정을 찔러 쥬더가 남두오차성의 수장이 누군지를 자백해서 살길 원했으나 쥬더는 이를 거절하고 죽어갔다. 그의 권법은 공격능력은 최강 수준이었으나 방어능력이 없다는 약점으로 인하여 라오우에게 패하고 말았다.

#### 기타
- 류가

전투 등급: B (완력3, 민첩3, 기술4, 미모4, 카리스마4)
유리아의 친오빠로 사람들의 운명을 보는 능력이 있는 천랑성(天狼星 덴로세이[*])의 남자로 불린다. 태산천랑권의 고수로 자신의 능력으로조차도 앞날을 예측할 수 없는 라오우와 켄시로를 저울질하기 위해 자신의 목숨을 담보로 켄시로와 싸웠다가 패배하여 죽는 비운의 사나이다.
- 아미바

전투 등급: B (완력2, 민첩3, 기술4, 미모3, 카리스마1)
레이의 동문으로 자신이 창시한 남두 아미바권을 사용한다. 자신이 모든 권법을 마스터할 수 있는 천재라고 자부하며, '나는 천재다'(俺は天才だ)라는 대사로 알려져 있다. 창흑의 아랑 레이 외전에서 전승자의 자격을 얻기 위해 이미 전승자의 자격을 획득한 유다의 도움으로 레이를 해치려하나 실패한다. 전승자의 자격을 가지지 못한 이후에는 각지를 떠도는데, 토키가 병자를 치료하며 많은 이들의 존경을 받는 것을 보고 그를 흉내내다가 오히려 토키에게 모욕을 당하자 일부러 토키의 행세를 하며 잔인한 생체실험을 거듭하여 자신만의 북두신권(아미바류 북두신권)을 완성했다고 자부하기에 이른다.토키가 병자들을 함부로 죽인다는 소문을 들은 켄시로가 그 진상을 규명하기 위해 아미바를 찾아왔지만 진짜 토키로 오인하여 공격을 망설이다가 위기에 몰린다. 그러나 뒤늦게 나타난 레이가 아미바가 가짜임을 밝히자 켄시로는 안심하고 아미바와 싸워 결국 켄시로의 잔회적보권(일본어: 残悔積歩拳 잔카이세키호켄[*])에 의해 절벽에 떨어져 죽었다. 이 과정에서 켄시로는 아미바의 손가락을 죄다 부러뜨렸기 때문에 잔회적보권을 해제하는 비공을 찌를 수가 없었다. 그는 북두의권 등장인물 중에서 가장 천재적인 인물로 그가 진정으로 계승자가 되었다면 최고의 권사가 되었을 것이다.

### 원두황권
장풍을 기본 베이스로 하여 만들어진 권법으로 북두신권과 그 위력면에서 호각지세를 이룬다.
- 파르코

전투 등급: AA (완력4, 민첩4, 기술5, 미모3, 카리스마5)
원두황권의 계승자. 일명 "황금의 파르코".라오우로부터 마을 주민들을 구하기 위해 자신의 한쪽 다리를 내줘서 의수를 착용하였으나, 일반인이 알 수 없을 정도로 정상적인 행동을 보인다. 원두의 천제(1편부터 등장한 린의 쌍둥이 자매)가 볼모로 잡혀있는 탓에 어쩔 수 없이 켄시로와 싸운다. 이것을 켄시로가 알았기에 켄시로는 파르코를 쓰러뜨린 직후 파르코를 살려두고 파르코가 치료를 받을 수 있도록 배려했다. 이에 감동한 파르코는 켄시로가 수라국으로 떠날 때 켄시로를 돕기 위해 수라국으로 건너갔다가 중상을 입고 회복이 안된 상태였기 때문에 이름없는 수라와 맞붙어 고전을 하고 끝내 황광찰참(일본어: 黄光殺斬 코오히카리사츠잔[*])으로 이름없는 수라의 허리를 두동강내며 이겼지만 이름없는 수라에게 받은 공격의 후유증으로 사망했다.
- 소리아

전투 등급: A (완력4, 민첩3, 기술4, 미모3, 카리스마3)
원두황권의 전승자. 일명 "자광의 소리아" 그는 애꾸눈으로서 파르코보다 그 기량은 떨어지는데 이것이 그가 파르코를 존경하는 이유이다. 파르코를 존경하였기에 그를 위해 켄시로와 싸우다가 죽어간다.
- 쇼키

전투 등급: B (완력4, 민첩3, 기술4, 미모3, 카리스마3)
원두황권의 전승자. 일명 "녹광의 쇼키" 켄시로와 유리아가 함께 여행을 할 때 몸이 아픈 유리아를 위해 살 곳을 마련해주었다. 시노에게 살해당한다.

### 기타
- 카넬

전투 등급: B (완력2, 민첩3, 기술3, 미모3, 카리스마3)
남두육성 신의 부하로 군사 제국 가드 랜드를 세우려는 게릴라 부대 골란의 총지휘관으로 계급은 대령이다. 평소에는 군대를 훈련시키며 위대한 혈통만 살아남아야 한다면서 여러 곳을 돌아다니며 여자들을 납치하면서 남자들을 사살하거나 징병하고 있다. 남두육성권의 신을 '신'(神)으로 존칭하여 자신들이 신(神)에게 선택받았다고 자부한다. 남두성권의 일종인 '남두무음권'의 달인이었으나 켄시로에게 쉽게 제압당한다.
- 게릴라 소령

카넬의 부하로 게릴라부대 골란의 중대장. 부하들을 이끌고 여기저기 돌아다니면서 여자 사냥을 다녔다. 주 무기는 와이어로 이 와이어를 이용해 적을 참수하는 식으로 싸웠다. 그러다가 하필 린을 납치하는 바람에 켄시로와 맞붙게 되었고 압도적인 실력 차이로 인해 켄시로에게 패했다. 켄시로는 직접적으로 죽이진 않았지만 소령의 비공을 찔러서 두 팔을 주먹을 쥔 채 끝없이 벌리게 만들었다. 문제는 소령이 손에 와이어를 쥐고 있었던 탓에 켄시로가 그 와이어를 소령의 목에 감자 소령은 스스로를 참수시키는 꼴이 되어 사망했다.
- 게릴라 중사

전투 등급: D (완력2, 민첩2, 기술2, 미모1, 카리스마2)
카넬의 부하로 게릴라부대 골란의 무술 교관. 부하들에게 가혹한 훈련을 시키며 악명을 떨치다 켄시로에게 살해당했다. 주 무기는 대검으로 1초에 10번을 찌를 수 있다.
- 쟈칼

전투 등급: D (완력2, 민첩2, 기술1, 미모2, 카리스마2)
남두육성 신의 부하로 권법가가 아닌 일반인이지만 다이너마이트를 잘 다루어 스스로 '남두폭살권'(南斗爆殺拳)이라고 자부한다. 켄시로와의 싸움에서 패배했지만 겨우 도주하여 데빌 리버스를 풀어서 켄시로에게 도전하나 결국 켄시로에 의해 폭사(爆死)한다.
- 더 리어 (또는 자리아)

남두육성 신의 부하로 강령술의 천재이다. 종(鐘)을 이용한 자신의 강령술을 '남두암종권'(南斗暗鐘拳 난토안쇼켄[*])이라고 자칭하여 마을 사람들을 조종, 켄시로를 궁지에 몰아넣었으나 결국 명탈붕괴권(命奪崩壊拳 메이다쓰호카이켄[*])에 의해 죽었다.
- 데빌 리버스

전투 등급: B (완력5, 민첩3, 기술3, 미모1, 카리스마1)
500년 동안 감옥에 갇혀있었던 거한으로 '악마의 화신'으로 불린다. 켄시로로부터 살아남은 쟈칼이 탈옥시킨 죄수로 5000년 역사를 가진 인도의 나한인왕권을 사용한다. 그러나 켄시로의 북두칠사성점(일본어: 北斗七死星点 호쿠토시치시세이텐[*])에 의해 제압당한다.
- 어금니 부족 족장(일본어: 牙大王 키바다이오[*])

전투 등급: C (완력4, 민첩2, 기술3, 미모2, 카리스마3)
모든 늑대 일족들의 아버지로 마미야의 마을을 습격하던 도중 자식들의 상당수가 켄시로와 레이에게 사살된다. 이것에 앙심을 품고 켄시로와 레이의 가족들을 물색하는데 켄시로 쪽은 라오우와 토키와 같은 강력한 사람들뿐이라 레이의 여동생인 아이리를 납치한다. 이 과정에서 아이리를 상당히 많은 식량을 주고 구입한 불량배 두목을 죽이고 아이리를 빼앗아왔다. 이때 켄시로가 기지를 발휘(성극륜, 켄시로는 북두용격호, 레이는 남두호파룡-실제 오의 중 하나인지는 불명)하여 아이리가 구출되자 켄시로에게 마지막 발악을 하지만 켄시로에게 제압당하여 죽는다. 화산 권법의 달인으로서 강철도 부순다는 박치기인 '화산각저희'와 몸을 강철보다 단단하게 만든다는 '화산강개호법'을 구사할 수 있다.
- 위구르 옥장

전투 등급: B (완력5, 민첩3, 기술3, 미모2, 카리스마3)
원래 카산드라 형무소의 재소자였으나 라오우에게 강력한 힘을 인정받아 오히려 소장이 된다. 태산류 권법을 사용하며, 막강한 채찍과 몽골패극도로 처음에는 켄시로를 궁지로 몰아넣었으나 북두강렬파에 의해 제압당한다. 켄시로는 위구르가 폭사(爆死)한 자리에 생긴 비석을 부수며 "악당에게 묘비는 필요없다"(悪党に墓標はいらぬ)라고 말했다.
- 다갈

전투 등급: D (완력1, 민첩2, 기술2, 미모2, 카리스마2)
유다의 부관. 남두비익권을 사용한다. 켄시로와 레이가 유다를 찾으러 왔을 때 유다가 이미 자리를 비웠다고 둘을 조롱했으나 켄시로에게 비공을 찔려 극심한 고통을 느끼게 된다. 둘이 떠난 뒤 유다가 나타나자 자신이 이용당했다는 것을 알고 분노해 달려들었지만 유다의 남두응조파참(南斗鷹爪破斬)에 의해 몸이 반으로 갈라져 사망한다.
- 코마쿠

유다의 부관. 레이가 유다와 최종 결전에 돌입했을 때 댐에 독약을 풀어서 사람들을 중독시키려 했으나 켄시로에게 제압당하고 그 독약을 자기가 먹고 죽었다.
- 바스크

전투 등급: D (완력3, 민첩2, 기술2, 미모2, 카리스마2)
원두황권군의 중대장 정도에 해당되는 하급 지휘관. 거대한 덩치로 몸을 고속 회전해서 날아가서 공격하는 화산옥악조를 주 기술로 사용한다. 켄시로와 맞붙게 되었을 때 켄시로의 가슴에 화산옥악조를 명중시켰으나 켄시로의 몸이 매우 단단해서 회전을 하지 못했다. 이에 켄시로가 바스크의 팔을 억지로 돌려서 탈골시켰고 그 이후 켄시로에게 살해당했다.
- 모래시계의 알프

전투 등급: B (완력3, 민첩4, 기술3, 미모3, 카리스마2)
수라국에서 '알프'라는 이름을 부여받은 최상급 수라. 1분짜리 모래시계를 들고 항상 그 모래시계가 다하기 전에 상대를 제압한다 하여 '모래시계의 알프'라는 별명이 붙었지만 켄시로에게 10초도 안되는 짧은 순간만에 제압당하고 만다.
- 카이젤

전투 등급: A (완력4, 민첩4, 기술4, 미모2, 카리스마3)
수라국의 최상급 수라. 얼굴에 가로줄의 칼자국이 났는데 이는 한이 카이젤을 쓰러뜨리면서 만든 상처였다. 그런데 이 때 카이젤은 한에게 왜 패했는지 모를 정도로 한에게 순식간에 당했다. 상대방의 몸에 흠집 하나 내지 않고 그 내용물(피, 내장, 뼈 등)을 꺼낼 수 있는 맹고류 요금장의 달인이다. 이 권법으로 린의 목에 흐르는 피 한 방울을 꺼내서 이 피를 술에 떨군 뒤 수라대회에서 우승한 모래시계의 알프에게 하사한 적이 있다. 훗날 린을 두고 샤치와 겨루게 되었는데 샤치의 갈비뼈 하나를 절취한 대신 손목이 박살난 뒤 파마독지를 맞고 패배 후 샤치에게 살해되었다.
- 이름없는 수라

전투 등급: B (완력2, 민첩4, 기술4, 미모3, 카리스마2)
수라국 해변에 살고 있는 하급 수라. 아직 실력이 부족해서 가면을 벗지 못했다고 한다. 켄시로를 따라 수라국으로 건너간 파르코가 빈사상태인 것을 이용해서 분전했으나 제 실력을 보여준 파르코에게 쉽게 사살당했다. 졸병 치고는 필살기를 상당히 많이 익혔다.
- 하트(일본어: ハート様 하토사마[*])

전투 등급: C (완력3, 민첩2, 기술1, 미모2, 카리스마3)
신의 부하. '권법을 죽이는 자'로 알려져 있다. 두터운 살에 의해 비공을 찔릴 수 없는 신체를 가지고 있어 켄시로를 처음으로 위기에 몰고 가지만 켄시로의 북두유파참에 당해 지방이 걷힌 후 곧 제압당한다. 보통 때는 온화하지만 자신이 피를 흘리는 것에 굉장히 민감하기 때문에 일단 피만 났다 하면 엄청나게 흉폭해진다.
- 스페이드

전투 등급: E (완력1, 민첩1, 기술1, 미모1, 카리스마1)
신의 부하. 도끼를 주로 사용하며 전직 축구선수(FW) 출신으로 국가대표까지 했었다. 그러나 핵폭발로 인류가 멸망하자 비뚤어져서 불량배 짓을 하다가 실력을 인정받고 신의 부하가 되었다. 켄시로가 사는 마을에 노략질을 하러 갔다가 씨앗을 보존하려는 노인을 죽인 일로 켄시로의 노여움을 사서 애꾸가 되었다. 이후 복수를 시도했지만 너무 극심한 실력 차이로 인해 켄시로에게 사살당했다.
- 다이아몬드

전투 등급: E (완력2, 민첩3, 기술2, 미모2, 카리스마2)
신의 부하. 봉술을 사용하며 어떤 사람을 교수형 시키다가 켄시로에게 발각되어 켄시로와 맞붙었으나 북두신권 오의 교차파안권을 맞고 얼굴이 세로로 두동강이 나서 사망했다.
- 클로버

전투 등급: E (완력1, 민첩2, 기술2, 미모1, 카리스마1)
신의 부하. 클로를 사용하며 양민을 상대로 자유대련을 해서 자신의 몸에 손이라도 대면 살려준다는 조건을 내걸었으나 막상 그 양민이 클로버의 몸을 건드리자 그 양민을 클로로 찢어서 죽였다. 이 광경을 켄시로가 목격하는 바람에 켄시로와 맞붙었지만 역시 엄청난 실력 차이로 인해 켄시로에게 살해당했다. 죽어가면서 켄시로에게 살려달라고 애원했지만 켄시로는 "너에게 살려달라고 애원한 사람을 살려준 적이 있냐?"는 질문과 함께 클로버를 외면했고 클로버는 허리가 두동강이 나서 죽었다.
- 마미야

레이의 연인. 유다에게 납치당하여 시녀로 있다가 버림받은 이후 남성적인 성격으로 바뀌었다. 유리아와 똑같이 생긴 외모로 켄시로가 처음에는 유리아로 착각하기도 했다.
- 아이리

레이의 여동생. 켄시로로 위장한 쟈기에 의해 납치되어 레이가 켄시로에게 복수하기 위해 떠난 원인이 되었다. 노예로 팔려가서 맹인이 되었다. 이후 이빨족장에게 납치당했지만 켄시로의 기지로 풀려나고 켄시로에 의해 눈이 회복된다.
- 린(1987년 ~ )

마을 감옥을 지키는 벙어리 소녀였지만 켄시로가 치료해줘서 말을 할 수 있게 된다. 바트, 켄시로와 함께 여행한다. 원두황권 스토리에서는 천제의 쌍둥이 동생이라는 설정이 있다.
- 바트(1983년 ~ )

전투 등급: D (완력2, 민첩3, 기술2, 미모4, 카리스마4)
날치기 도둑소년. 도둑질하다가 잡혀서 수감되는데 여기서 켄시로를 만나게 된다. 이후 수라국을 제외한 거의 대부분 켄시로를 따라다닌다. 2부에서 성인이 되고 난 뒤에는 린을 위해 헌신적인 모습을 자주 보인다.
- 흑왕호

검은 털을 가진 거대한 말. 원래는 라오우의 것이였으나 라오우가 죽은 뒤에는 켄시로가 물려받는다.

## 에피소드

### 라오우의 인기
라오우는 실존인물이 아님에도 불구하고 라오우가 켄시로에게 패배한 북두의 권의 내용을 기초로 하여 실존인물과 똑같은 영결식을 행하였다.

### 25주년 기념 이벤트
2008년 북두의 권 탄생 25주년을 기념하여 작가 부론손과 만화가 하라 데쓰오는 두 가지 이벤트를 기획하였는데 하나는 북두의 권을 연극으로 극장에서 개봉하는 것이고 또 하나는 하라 데쓰오가 아닌 다른 사람이 작화를 맡고, 주인공 역시 켄시로가 아닌 라오우로 바뀌어 라오우가 권왕에 오르기까지의 과정을 그린  "북두의 권 라오우전 하늘의 패왕"이라는 애니메이션을 선보였다.

### 영화화
1986년 오춘만 감독의 [북두신권]을 시작으로 1993년 왕룡감독의 [북두의권],1996년 토비 러셀감독의 [북두신권]이 제작되었고. 이듬해인 2012년에 국내에서 북두의권의 영화화가 시도된다고 한다.

## 같이 보기
- 창천의 권
- 북두의 권 (TV 애니메이션)
- 북두의 권 라오전 하늘의 패왕
- 점혈법
- 매드맥스 2 (1981)
- 은혼